# Henk ten Cate
Henk ten Cate (Amsterdam, 9 dicembre 1954) è un allenatore di calcio ed ex calciatore olandese, di ruolo centrocampista. Attualmente vice allenatore della nazionale surinamese.

## Carriera

### Giocatore
Giocò per lo più con il Go Ahead Eagles, firmando il primo contratto professionistico nel 1979. Un anno dopo visse una breve parentesi in North American Soccer League, con i canadesi Edmonton Drillers. In seguito vestì anche le maglie di Telstar e Heracles Almelo.
In totale, per lui, come ala, 202 presenze e 34 reti in campionato.

### Allenatore
Inizia come vice allenatore di Fritz Korbach nel Go Ahead Eagles dal 7 luglio 1988 al 22 febbraio 1990, nello stesso giorno lo promuovono come allenatore, fino al 30 giugno 1990. Il 1º luglio 1990 diventa vice allenatore del Heracles Almelo, fino al 20 novembre 1990. Il 21 novembre 1990 diventa allenatore, rimane fino al 30 giugno 1992. Dal 1º luglio 1992 al 30 giugno 1993 è allenatore del Rheden. Il 1º luglio 1993 ritorna alla guida del Go Ahead Eagles, fino al 27 gennaio 1995. Dal 1º luglio 1995 all'11 gennaio 1997 è alla guida dello Sparta Rotterdam. Il 12 gennaio 1997 guida il Vitesse al terzo posto in campionato, ci rimane fino al 29 settembre 1998. Il giorno seguente diventa allenatore del KFC Uerdingen, fino al 28 marzo 1999.
Dal 1º luglio 1999 al 30 giugno 2000 guidò l'MTK Hungária e la portò alla vittoria della Coppa d'Ungheria e al secondo posto in campionato. Dal 1º luglio 2000 al 30 giugno 2003 è alla guida del NAC Breda che la conduce alla qualificazione nelle coppe europee nel 2003. Il 24 giugno 2003 va al Barcellona nelle vesti di vice di Frank Rijkaard, con olandese conquistò la Champions League, due campionati e due Supercoppe di Spagna.
Il 23 giugno 2006 viene nominato tecnico dell'Ajax. La prima stagione vince la Supercoppa d'Olanda battendo per 3 a 1 il PSV Eindhoven, in campionato arriva al primo posto a pari merito con il PSV Eindhoven, ma il titolo viene assegnato ai Boeren per differenza reti, vince la Coppa d'Olanda battendo in finale ai tiri dal dischetto l'AZ Alkmaar e in Europa prima viene eliminato ai preliminari di Champions dal Copenaghen e poi in Coppa UEFA ai sedicesimi dal Werder Brema. La seconda stagione inizia subito con la vittoria della Supercoppa d'Olanda battendo per 1 a 0 di nuovo il PSV Eindhoven e con l'eliminazioni prima ai preliminari di Champions dal Slavia Praga e poi al primo turno della Coppa UEFA dal Dinamo Zagabria. L'8 ottobre 2007 decide di dimettersi per diventare il secondo di Avraham Grant al Chelsea. A fine stagione nonostante le smentite voci che circolavano, dopo l'esonero di Grant, il 29 maggio 2008 vede chiudersi il suo rapporto lavorativo con il Chelsea.
Il 13 giugno viene ufficializzato come nuovo tecnico del Panathinaikos. La prima stagione si classifica secondo posto in campionato e con la vittoria nei playoff viene ammessa ai preliminari di champions, nella Coppa di Grecia viene eliminato ai quarti per 3-2 dal Panserraïkos. Viene eliminato ai preliminari di Champions dall'Atlético Madrid. L'8 dicembre 2009 il presidente Nicolas Pateras, lo solleva dall'incarico, malgrado la squadra si trovi ad un solo punto dalla vetta in campionato e in ottima posizione per qualificarsi ai sedicesimi di Europa League.
Il 6 febbraio 2010 firma per sei mesi con i campioni degli Emirati Arabi Uniti dell'Al-Ahli di Dubai. L'11 marzo si dimette in seguito alla roboante sconfitta per 5-0 contro l'Al-Sadd nella Champions League asiatica. Il 12 aprile viene ingaggiato dall'Umm-Salal per sostituire Gérard Gili. Il 6 febbraio 2011 viene esonerato per gli scarsi risultati ottenuti, collezionando solo 10 punti in 12 partite lasciando la squadra al decimo posto in campionato.
Il 5 gennaio 2012 viene nominato tecnico del Shandong Luneng squadra della massima serie cinese. Il 6 settembre con la squadra in zona retrocessione si dimette. Il 4 aprile 2013 ritorna a guidare lo Sparta Rotterdam in seconda divisione, sostituisce l'esonerato Michel Vonk. Il 30 giugno lascia la guida del club per diventare consulente strategico.
Il 29 dicembre 2015 viene presentato come nuovo allenatore dell'Al-Jazira al posto dell'esonerato Abel Braga, eredita la squadra al decimo posto in campionato e già fuori dalla Arabian Gulf Cup. Il primo anno chiude la stagione al settimo posto in campionato con l'accesso alla Champions League asiatica, dopo dodici anni di assenza, e la vittoria della Coppa del Presidente degli Emirati Arabi Uniti, che mancava al club da ben undici anni, battendo in finale ai tiri dal dischetto l'Al-Ain. Il secondo anno inizia con la sconfitta della Super Cup contro l’Al-Ahli per 2-1 e l'eliminazioni prima ai quarti nella Coppa del Presidente degli Emirati Arabi Uniti con la sconfitta per 6-0 da parte dell'Al-Wahda, in semifinale nella Arabian Gulf Cup con la sconfitta per 1-0 da parte dell'Al-Ahli e non riescono ad andare oltre ai gironi nella Champions League asiatica. Il 29 aprile 2017 con la vittoria ai danni del Hatta per 5-0 vincono il campionato con due turni d'anticipo. Il terzo anno partecipa al Mondiale per Club come squadra vincitore del campionato del paese ospitante della competizione, elimina ai playoff per i quarti di finale l’Auckland per 1-0, ai quarti di finale l’Urawa Red Diamonds sempre per 1-0 e in semifinale trova i campioni in carica del Real Madrid dove gli arabi giocano una grande partita mettendo in difficoltà gli spagnoli, ma nel finale perdono per 2-1. In campionato arriva settimo, in Arabian Gulf Cup e Coppa del Presidente viene eliminato ai quarti mentre in Champions esce agli ottavi per mano degli iraniani del Persepolis. Il 2 giugno 2018 viene sostituito dal connazionale Marcel Keizer.
Il 9 dicembre viene ingaggiato dall’Al-Wahda, sempre negli Emirati. Il 9 giugno 2019, dopo essere arrivato terzo in campionato e aver perso la finale di Coppa del Golfo lascia il club per motivi personali, venendo sostituito dal connazionale Maurice Steijn. Il 4 novembre dello stesso anno firma un contratto fino al termine della stagione con l'Al-Ittihad in Arabia Saudita. Il 20 febbraio 2020 viene esonerato dopo i risultati deludenti, con una sola vittoria in nove partite.
Il 17 marzo 2021 ritorna alla guida dell’Al-Wahda, in sostituzione dell’esonerato Serbian Vuk Rasovic. Il 25 ottobre viene esonerato dopo i risultati deludenti sia nella UAE Pro League che nella AFC Champions League.
Il 6 marzo 2023 viene nominato vice di Aron Winter alla guida della nazionale del Suriname.

### Statistiche da allenatore
Statistiche aggiornate al 4 febbraio 2025. In grassetto le competizioni vinte.
| Stagione                | Squadra                 | Campionato              | Campionato | Campionato | Campionato | Campionato | Coppe nazionali | Coppe nazionali | Coppe nazionali | Coppe nazionali | Coppe nazionali | Coppe continentali | Coppe continentali | Coppe continentali | Coppe continentali | Coppe continentali | Altre coppe | Altre coppe | Altre coppe | Altre coppe | Altre coppe | Totale | Totale | Totale | Totale | % Vittorie | Piazzamento |
| Stagione                | Squadra                 | Comp                    | G          | V          | N          | P          | Comp            | G               | V               | N               | P               | Comp               | G                  | V                  | N                  | P                  | Comp        | G           | V           | N           | P           | G      | V      | N      | P      | %          | Piazzamento |
| ----------------------- | ----------------------- | ----------------------- | ---------- | ---------- | ---------- | ---------- | --------------- | --------------- | --------------- | --------------- | --------------- | ------------------ | ------------------ | ------------------ | ------------------ | ------------------ | ----------- | ----------- | ----------- | ----------- | ----------- | ------ | ------ | ------ | ------ | ---------- | ----------- |
| feb.-giu.1990           | Go Ahead Eagles         | EE                      | 13+4       | 7+2        | 4+0        | 2+2        | CO              | -               | -               | -               | -               | -                  | -                  | -                  | -                  | -                  | -           | -           | -           | -           | -           | 17     | 9      | 4      | 4      | 52,94      | Sub. 9°     |
| nov.1990-1991           | Heracles Almelo         | EE                      | 22         | 6          | 11         | 5          | CO              | 1               | 0               | 0               | 1               | -                  | -                  | -                  | -                  | -                  | -           | -           | -           | -           | -           | 23     | 6      | 11     | 6      | 26,09      | Sub. 6°     |
| 1991-1992               | Heracles Almelo         | EE                      | 38+4       | 16+0       | 12+1       | 10+3       | CO              | 1               | 0               | 1               | 0               | -                  | -                  | -                  | -                  | -                  | -           | -           | -           | -           | -           | 43     | 16     | 14     | 13     | 37,21      | 6°          |
| Totale Heracles Almelo  | Totale Heracles Almelo  | Totale Heracles Almelo  | 64         | 22         | 24         | 18         |                 | 2               | 0               | 1               | 1               |                    | -                  | -                  | -                  | -                  |             | -           | -           | -           | -           | 66     | 22     | 25     | 19     | 33,33      |             |
| 1993-1994               | Go Ahead Eagles         | ED                      | 34         | 10         | 8          | 16         | CO              | 2               | 1               | 0               | 1               | -                  | -                  | -                  | -                  | -                  | -           | -           | -           | -           | -           | 36     | 11     | 8      | 17     | 30,56      | 12°         |
| 1994-gen.1995           | Go Ahead Eagles         | ED                      | 18         | 1          | 6          | 11         | CO              | 4               | 2               | 0               | 2               | -                  | -                  | -                  | -                  | -                  | -           | -           | -           | -           | -           | 21     | 3      | 6      | 13     | 14,29      | Eson.       |
| Totale Go Ahead Eagles  | Totale Go Ahead Eagles  | Totale Go Ahead Eagles  | 69         | 20         | 18         | 31         |                 | 6               | 3               | 0               | 3               |                    | -                  | -                  | -                  | -                  |             | -           | -           | -           | -           | 75     | 23     | 18     | 34     | 30,67      |             |
| 1995-1996               | Sparta Rotterdam        | ED                      | 34         | 14         | 11         | 9          | CO              | 5               | 4               | 0               | 1               | -                  | -                  | -                  | -                  | -                  | -           | -           | -           | -           | -           | 39     | 18     | 11     | 10     | 46,15      | 6°          |
| 1996-gen.1997           | Sparta Rotterdam        | ED                      | 20         | 6          | 3          | 11         | CO              | 1               | 0               | 0               | 1               | -                  | -                  | -                  | -                  | -                  | -           | -           | -           | -           | -           | 21     | 6      | 3      | 12     | 28,57      | Risoluz.    |
| gen.-mag.1997           | Vitesse                 | ED                      | 14         | 6          | 4          | 4          | CO              | 2               | 0               | 1               | 1               | -                  | -                  | -                  | -                  | -                  | -           | -           | -           | -           | -           | 16     | 6      | 5      | 5      | 37,50      | Sub. 5°     |
| 1997-1998               | Vitesse                 | ED                      | 34         | 21         | 7          | 6          | CO              | 3               | 2               | 0               | 1               | CU                 | 2                  | 1                  | 0                  | 1                  | -           | -           | -           | -           | -           | 16     | 6      | 5      | 5      | 37,50      | 3°          |
| Totale Vitesse          | Totale Vitesse          | Totale Vitesse          | 48         | 27         | 11         | 10         |                 | 5               | 2               | 1               | 2               |                    | 2                  | 1                  | 0                  | 1                  |             | -           | -           | -           | -           | 55     | 30     | 12     | 13     | 54,55      |             |
| set.1998-mar. 1999      | Uerdingen 05            | 2.BL                    | 16         | 3          | 5          | 8          | CG              | 1               | 0               | 0               | 1               | -                  | -                  | -                  | -                  | -                  | -           | -           | -           | -           | -           | 17     | 3      | 5      | 9      | 17,65      | Sub. eson.  |
| 1999-2000               | MTK Budapest            | NBI                     | 32         | 18         | 9          | 5          | CU              | 5               | 5               | 0               | 0               | UCL+CU             | 4+4                | 2+2                | 1+1                | 1+1                | -           | -           | -           | -           | -           | 45     | 27     | 11     | 7      | 60,00      | 2°          |
| 2000-2001               | NAC Breda               | ED                      | 34         | 13         | 10         | 11         | CO              | 5               | 4               | 0               | 1               | -                  | -                  | -                  | -                  | -                  | -           | -           | -           | -           | -           | 39     | 17     | 10     | 12     | 43,59      | 9°          |
| 2001-2002               | NAC Breda               | ED                      | 34         | 15         | 9          | 10         | CO              | 4               | 3               | 0               | 1               | -                  | -                  | -                  | -                  | -                  | -           | -           | -           | -           | -           | 38     | 18     | 9      | 11     | 47,37      | 6°          |
| 2002-2003               | NAC Breda               | ED                      | 34         | 13         | 13         | 8          | CO              | 3               | 2               | 0               | 1               | Int.               | 2                  | 0                  | 2                  | 0                  | -           | -           | -           | -           | -           | 39     | 15     | 15     | 9      | 38,46      | 4°          |
| Totale NAC Breda        | Totale NAC Breda        | Totale NAC Breda        | 102        | 41         | 32         | 29         |                 | 12              | 9               | 0               | 3               |                    | 2                  | 0                  | 2                  | 0                  |             | -           | -           | -           | -           | 116    | 50     | 34     | 32     | 43,10      |             |
| 2006-2007               | Ajax                    | ED                      | 34+4       | 23+2       | 6+0        | 5+2        | CO              | 6               | 5               | 1               | 0               | UCL+CU             | 2+8                | 1+5                | 0+1                | 1+2                | SO          | 1           | 1           | 0           | 0           | 55     | 37     | 8      | 10     | 67,27      | 2°          |
| ago.-ott.2007           | Ajax                    | ED                      | 7          | 5          | 2          | 0          | CO              | 1               | 1               | 0               | 0               | UCL+CU             | 2+2                | 0+1                | 0+0                | 2+1                | SO          | 1           | 1           | 0           | 0           | 13     | 8      | 2      | 3      | 61,54      | Dimis.      |
| Totale Ajax             | Totale Ajax             | Totale Ajax             | 45         | 30         | 8          | 7          |                 | 7               | 6               | 1               | 0               |                    | 14                 | 7                  | 1                  | 6                  |             | 2           | 2           | 0           | 0           | 68     | 45     | 10     | 13     | 66,18      |             |
| 2008-2009               | Panathīnaïkos           | SLE                     | 30+6       | 17+5       | 10+1       | 3+0        | CG              | 4               | 2               | 1               | 1               | UCL                | 12                 | 6                  | 3                  | 3                  | -           | -           | -           | -           | -           | 52     | 30     | 15     | 7      | 57,69      | 2°          |
| lug.-dic.2009           | Panathīnaïkos           | SLE                     | 13         | 10         | 2          | 1          | CG              | 1               | 1               | 0               | 0               | UCL+UEL            | 4+5                | 1+3                | 0+0                | 3+2                | -           | -           | -           | -           | -           | 23     | 15     | 2      | 6      | 65,22      | Eson.       |
| Totale Panathinaikos    | Totale Panathinaikos    | Totale Panathinaikos    | 49         | 32         | 13         | 4          |                 | 5               | 3               | 1               | 1               |                    | 21                 | 10                 | 3                  | 8                  |             | -           | -           | -           | -           | 75     | 45     | 17     | 13     | 60,00      |             |
| feb.-mar. 2010          | Shabab Al-Ahli          | UAE                     | 3          | 1          | 1          | 1          | EC              | 1               | 0               | 1               | 0               | ACL                | 2                  | 0                  | 0                  | 2                  | -           | -           | -           | -           | -           | 6      | 1      | 2      | 3      | 16,67      | Sub. eson.  |
| mar.-apr. 2010          | Umm-Salal               | QSL                     | -          | -          | -          | -          | EQC             | 4               | 2               | 1               | 1               | -                  | -                  | -                  | -                  | -                  | -           | -           | -           | -           | -           | 4      | 2      | 1      | 1      | 50,00      | Sub. 7º     |
| 2010-feb.2011           | Umm-Salal               | QSL                     | 12         | 2          | 4          | 6          | QSC             | 7               | 5               | 0               | 2               | -                  | -                  | -                  | -                  | -                  | SQ          | 3           | 2           | 1           | 0           | 22     | 9      | 5      | 8      | 40,91      | Eson.       |
| Totale Umm-Salal        | Totale Umm-Salal        | Totale Umm-Salal        | 12         | 2          | 4          | 6          |                 | 11              | 7               | 1               | 3               |                    | -                  | -                  | -                  | -                  |             | 3           | 2           | 1           | 0           | 26     | 11     | 6      | 9      | 42,31      |             |
| mar.-set. 2012          | Shandong Taishan        | CSL                     | 23         | 6          | 8          | 9          | CC              | 4               | 2               | 2               | 0               | -                  | -                  | -                  | -                  | -                  | -           | -           | -           | -           | -           | 27     | 8      | 10     | 9      | 29,63      | Dimis.      |
| apr.-giu. 2013          | Sparta Rotterdam        | EE                      | 5+4        | 2+1        | 3+2        | 0+1        | CO              | -               | -               | -               | -               | -                  | -                  | -                  | -                  | -                  | -           | -           | -           | -           | -           | 9      | 3      | 5      | 1      | 33,33      | Sub. 3°     |
| Totale Sparta Rotterdam | Totale Sparta Rotterdam | Totale Sparta Rotterdam | 63         | 23         | 19         | 21         |                 | 6               | 4               | 0               | 2               |                    | -                  | -                  | -                  | -                  |             | -           | -           | -           | -           | 69     | 27     | 19     | 23     | 39,13      |             |
| gen.-mag. 2016          | Al-Jazira               | UAE                     | 13         | 7          | 2          | 4          | CEA             | 4               | 2               | 2               | 0               | ACL                | 7                  | 0                  | 2                  | 5                  | -           | -           | -           | -           | -           | 24     | 9      | 6      | 9      | 37,50      | Sub. 7°     |
| 2016-2017               | Al-Jazira               | UAE                     | 26         | 22         | 2          | 2          | CEA+EC          | 2+7             | 1+4             | 0+2             | 1+1             | ACL                | 6                  | 0                  | 2                  | 4                  | SEA         | 1           | 0           | 0           | 1           | 42     | 27     | 6      | 9      | 64,29      | 1°          |
| 2017-2018               | Al-Jazira               | UAE                     | 22         | 7          | 7          | 8          | CEA+EC          | 2+7             | 1+3             | 0+1             | 1+3             | ACL                | 8                  | 3                  | 2                  | 3                  | SEA+Cmc     | 1+4         | 0+2         | 0+0         | 1+2         | 44     | 16     | 10     | 18     | 36,36      | 7°          |
| Totale Al-Jazira        | Totale Al-Jazira        | Totale Al-Jazira        | 61         | 36         | 11         | 14         |                 | 22              | 11              | 5               | 6               |                    | 21                 | 3                  | 6                  | 12                 |             | 6           | 2           | 0           | 4           | 110    | 52     | 22     | 36     | 47,27      |             |
| dic. 2018-2019          | Al-Wahda                | UAE                     | 14         | 9          | 1          | 4          | EC              | 3               | 2               | 0               | 1               | ACL                | 6                  | 4                  | 1                  | 1                  | -           | -           | -           | -           | -           | 23     | 15     | 2      | 6      | 65,22      | Sub. 3°     |
| nov. 2019-feb. 2020     | Al-Ittihad              | SPL                     | 9          | 2          | 4          | 3          | KC              | 3               | 2               | 0               | 1               | -                  | -                  | -                  | -                  | -                  | CdC         | 2           | 1           | 1           | 0           | 14     | 5      | 5      | 4      | 35,71      | Sub. eson.  |
| mar.-mag. 2021          | Al-Wahda                | UAE                     | 6          | 3          | 2          | 1          | -               | -               | -               | -               | -               | ACL                | 7                  | 5                  | 1                  | 1                  | -           | -           | -           | -           | -           | 13     | 8      | 3      | 2      | 61,54      | Sub. 7°     |
| ago.-ott. 2021          | Al-Wahda                | UAE                     | 7          | 2          | 5          | 0          | EC              | 1               | 0               | 0               | 1               | ACL                | 2                  | 0                  | 1                  | 1                  | -           | -           | -           | -           | -           | 10     | 2      | 6      | 2      | 20,00      | Eson.       |
| Totale Al-Wahda         | Totale Al-Wahda         | Totale Al-Wahda         | 27         | 14         | 8          | 5          |                 | 4               | 2               | 0               | 2               |                    | 15                 | 9                  | 3                  | 3                  |             | -           | -           | -           | -           | 46     | 25     | 11     | 10     | 54,35      |             |
| Totale carriera         | Totale carriera         | Totale carriera         | 623        | 277        | 175        | 171        |                 | 94              | 56              | 13              | 25              |                    | 85                 | 34                 | 17                 | 34                 |             | 13          | 7           | 2           | 4           | 815    | 374    | 207    | 234    | 45,89      |             |

## Palmarès

### Allenatore

#### Competizioni nazionali
- Coppa d'Ungheria: 1

MTK Budapest: 1999-2000
- Supercoppa dei Paesi Bassi: 2

Ajax: 2006, 2007
- Coppa dei Paesi Bassi: 1

Ajax: 2006-2007
- Coppa del Presidente: 1

Al-Jazira: 2015-2016
- Campionato emiratino: 1

Al-Jazira: 2016-2017